# نهر فيرتينا
نهر فيرتينا يقع في منطقة ريزا شمال تركيا، في وادٍ شديد الانحدار على ساحل البحر الأسود، ويٌعد من أكبر الأنهار في المنطقة، وبه جسور تعود إلى العهد العثماني.

## التاريخ

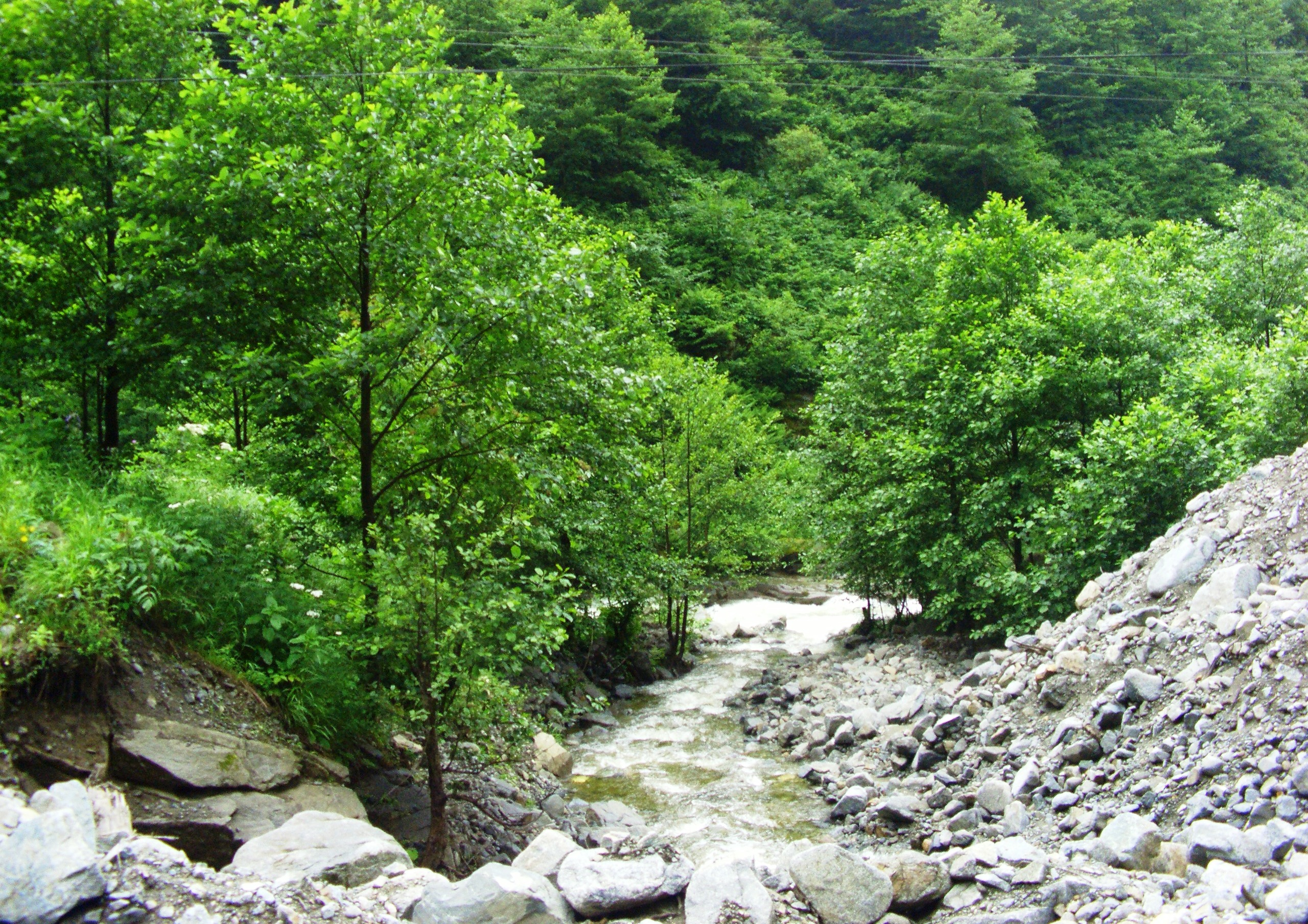
نهر فيرتينا شمال تركيا

أحد مجاري المياه الرئيسية في تركيا، ينبع نهر فرتينا ديريسي من جبال كاتشكار في مقاطعة ريزا ويتدفق إلى البحر الأسود، حيث يمتد حوالي 68 كيلومترًا، ويغذي عدة قرى وبلدات في المنطقة.